# Enkelt bolag
Ett enkelt bolag bildas när två eller flera personer avtalar om att samarbeta i bolag. Bolaget är ingen juridisk person utan varje bolagsman ansvarar personligen.
Bolagsmännen (inte bolaget) kan införas i Bolagsverkets register. Organisationsnummer kan heller inte tilldelas bolaget.
Enkelt bolag bildas när två eller flera personer avtalar att utöva verksamhet i bolag utan att bolaget förs in i handelsregistret och blir ett handelsbolag. 
Bolagsmännens inbördes rättigheter och skyldigheter bestäms genom avtal. I de fall bolagsmännen inte träffat avtal ska vissa bestämmelser i lagen (1980:1102) om handelsbolag och enkla bolag tillämpas enligt 4 kap 2 § samma lag.
Bland annat gäller följande. För att en ny bolagsman skall få inträda i bolaget fordras samtycke av samtliga bolagsmän. En bolagsman som är utesluten från förvaltningen har rätt att granska bolagets räkenskaper och att få kännedom om bolagets angelägenheter. Resultatet fördelas lika mellan bolagsmännen.
Är viss grund avtalad för fördelningen endast av vinsten eller endast av förlusten, gäller den grunden vid fördelningen av såväl vinst som förlust. Sedan årsredovisningen eller årsbokslutet har upprättats, har bolagsmännen rätt att få ut vad som har tillgodoförts dem. Har en bolagsman haft nödvändig eller nyttig kostnad för bolagets räkning, är han berättigad till ränta på sin fordran från den dag fordringen kom till. Räntan beräknas enligt 5 § räntelagen (1975:635) för tiden fram till dess ränta skall utgå enligt 6 § samma lag. En bolagsman som uppsåtligen eller av oaktsamhet skadar bolaget när han fullgör sina uppgifter skall ersätta skadan.
Exempel på enkla bolag är konsortier som inte förts in i handelsregistret och verksamhet i samägda jordbruksfastigheter. Det enkla bolaget är inte en självständig juridisk person. Detta innebär bl.a. att det är delägarna och inte bolaget som är skattskyldiga för inkomstskatt, mervärdesskatt och betalning av arbetsgivaravgifter. I detta avseende behandlas partrederier på samma sätt som enkla bolag. Det faktum att de enkla bolagen inte betalar skatt hindrar inte att de kan ge upphov till en mängd svårbesvarade skatte- och redovisningsfrågor. Också civilrättsligt finns en hel del oklarheter kopplat till de enkla bolagen. 

## Gemensam redovisning av vissa skatter
Efter ansökan av samtliga delägare får Skatteverket besluta att en av delägarna registreras som representant för ett enkelt bolag eller partrederi. Representanten ska tills vidare svara för redovisning och betalning av avdragen skatt, arbetsgivaravgifter och mervärdesskatt samt lämna kontrolluppgifter som avser bolagets/rederiets verksamhet. Representanten ska i övrigt företräda bolaget/rederiet i skattefrågor. Underlag för kontroll av skatteredovisningen ska finnas tillgängligt hos representanten. Registreringen av en representant innebär inte att övriga delägare befrias från skyldigheten att redovisa och betala skatt i de fall representanten inte fullgör sina skyldigheter. För att representanten ska kunna skilja sin egen skatteredovisning från bolagets/rederiets tilldelas han ett särskilt redovisningsnummer. Han får därmed också ett särskilt skattekonto som ska användas för bolagets/rederiets skatteredovisningar. Ett särskilt redovisningsnummer börjar alltid med siffran 6.